# Bertília z Mareuil
Svatá Bertília z Mareuil byla franská poustevnice.

## Život
Narodila se na začátku 7. století v Mareuil do rodiny franských šlechticů Ricomera a Gertrudy. Už v mládí vynikala svou zbožností a vstřícností. Vdala se za šlechtice jménem Goutland, avšak časem ovdověla.
Za svého života nechala postavit kostel zasvěcený svatému Amandovi a následně po zbytek svého života žila vedle tohoto kostela v poustevnické cele.
Zemřela roku 687. Byla pohřbena v kostele svatého Amanda. Roku 1081 bylo její tělo exhumováno a znovu pohřbeno. Její ostatky byly uloženy ještě jednou 8. října 1288.

## Úcta
Její svátek se slaví 3. ledna.